# Battaglia di Imera (480 a.C.)
(Pindaro, Pitica I,  vv. 151-156)
La battaglia di Imera vide contrapposte le truppe dei Sicelioti del blocco dorico, comandati da Gelone di Siracusa accorso in aiuto di Terone di Akragas, contro quelle dei Cartaginesi, comandati da Amilcare I e appoggiati dai Sicelioti del blocco calcidese (Anassila). Secondo Erodoto e Aristotele essa si disputò nel medesimo giorno della battaglia di Salamina (settembre 480 a.C.), mentre, per Diodoro Siculo, essa ebbe invece luogo in piena estate, nello stesso giorno in cui le forze persiane riuscirono a trionfare su quelle greche nella battaglia delle Termopili (luglio-settembre 480 a.C.).

## Antefatti
In tale anno i Greci della madrepatria come i Sicelioti si trovarono nel mezzo di un'invasione. In particolare gli abitanti della Sicilia dovettero fronteggiare l'avanzata dei cartaginesi, guidati da Amilcare I, che si pensava avessero stipulato un accordo con i Persiani per passare all'azione in simbiosi e scacciare insieme il mondo greco. Benché l'accordo tra Persiani e Cartaginesi risultasse vero a Erodoto e Diodoro, Aristotele nega ogni intenzionalità nel compimento delle due battaglie, implicitamente rifiutando la possibilità che Cartaginesi e Persiani si fossero effettivamente alleati. I Cartaginesi, in ogni caso, arruolarono probabilmente non più di 30000 uomini e li spedirono in Sicilia in direzione del porto di Panormo e al seguito del loro sufeta, Amilcare, penetrarono con i mercenari provenienti da tutti i domini di Cartagine: chi dalla Fenicia, dalla Libia, dall'Iberia o dalla Liguria chi, invece, dalla Sardegna. Terone di Agrigento, in previsione della conquista di Imera da parte dei Cartaginesi, stanziò preventivamente un presidio che, nonostante il coraggio infuso in ogni tentativo di difesa, fu massacrato da Amilcare e i suoi.
Terone non riuscì a contrastare l'impeto dei barbari e, per porre un freno a questa avanzata, chiese aiuto a Gelone di Siracusa che accorse subitaneamente con 50000 uomini, stando a Diodoro; anche se, con ogni probabilità, la cifra andrebbe ridimensionata a 25000 uomini.
La richiesta di aiuto al tiranno di Siracusa, Gelone, non fu casuale: infatti egli stesso dimostrò «come fosse bellissimo vedere una città governata da uno solo». In quel momento la città poteva definirsi florida, nel pieno momento della sua ricchezza e prosperità, testimone di questo fatto è Erodoto che afferma che Gelone offrì ai Greci duecento triremi e ventimila uomini, pretendendo, però, di essere il comandante della resistenza greca contro Serse. Gli ambasciatori spartani non intendevano cedere il comando dell'esercito, perciò rifiutarono la proposta temendo che Gelone, uomo già potente in Sicilia dal punto di vista politico e militare, potesse sottomettere anche la Grecia al suo volere.

## La posizione di Imera
Non vi è nessuna foce del fiume Imera, oggi Salso, presso il comune di Termini Imerese. La foce con un caratteristico secondo ramo a circa tre miglia dal principale (fondamentale per l’esito della battaglia) si trova come è noto presso l’Eknomon, le colline dell’odierna Licata. Ciò premesso, logicamente non si spigherebbe come il Tiranno di Akragas(l’odierna Agrigento) potesse controllare un territorio a 200 kilometri di distanza, portare le sue truppe appiedate a quella distanza, schierarle e vincere dopo tale sforzo anche la battaglia. Anche Pindaro fa identificare chiaramente la colonia greca di Imera: sorge in una posizione solitaria vicina alla zona elima della Sicilia e, durante gran parte della sua storia, fu sempre in contatto con il mondo punico dell'ovest. La parte nord della città si protende verso il Mar Tirreno, a distanza di pochi metri dalle rive del mare, spazio occupato da colline e dalla foce del fiume Imera (unica foce, che oggi è presso la città di Licata, per molti l’antica Gela o Phinthia fondata appunto da Terone). Le colline sono caratteristiche dell'ambiente della città di Imera, che ne è circondata, e si sviluppano su tutta l'estensione del sito rendendolo pieno di salite e discese che mai si presentano ripide.
Al momento della battaglia di Imera del 480 a.C. la città era sotto il controllo di Terone di Agrigento che aveva posto a presidio molti soldati. Questa mossa mostra che Terone probabilmente intuì in anticipo le intenzioni Cartaginesi e, sfruttando la conformazione del territorio, posizionò nel migliore dei modi i suoi uomini a difesa della città.

## Svolgimento

Antiche polis della Magna Grecia e della Sicilia

Terone non riuscì a resistere, in principio; le sortite che effettuò furono tutte respinte con successo dagli uomini di Amilcare. Sùbito Gelone, accorso alla richiesta di rinforzi degli Imeresi, giunse a marce forzate presso la città e, fortificata con una nuova barricata e un nuovo presidio, si accampò all'esterno delle mura. Con un'incursione improvvisa i cavalieri del tiranno riuscirono a gettare nel caos i cartaginesi che stavano saccheggiando le città vicine.
Successivamente, i cavalieri portarono a Gelone un uomo da loro preso mentre tentava di entrare nel campo cartaginese. Era un messaggero dei Selinuntini che si erano alleati ad Amilcare, e le lettere che gli si trovarono indosso, contenevano l'annunzio, che da un giorno all'altro, stabilito dallo stesso Amilcare, un corpo di cavalleria Selinuntina sarebbe entrato nel campo cartaginese, come egli aveva comandato. Sùbito Gelone immaginò il suo piano: in quel giorno determinato, si presentò dinanzi alle porte del cantiere navale una divisione della sua cavalleria, facendosi credere quella di Selinunte tanto aspettata. Lasciata entrare, subitamente diede fuoco alle navi mentre i Cartaginesi erano intenti in grandi sacrifici. Spuntava il sole sull'orizzonte, quando improvvisamente l'esercito greco, che già si teneva pronto, avvisato da sentinelle di Gelone assalì l'altro campo dei nemici. I cartaginesi uscirono e combatterono valorosamente; ma quando videro le fiamme avvolgere tutto il campo dell'armata, cadde loro il coraggio. Amilcare, che si trovava presso il porto a sacrificare animali alle divinità, fu scovato dai cavalieri e ucciso.
I Greci riportarono una grande vittoria: dato che le navi puniche erano state quasi interamente distrutte, nonostante l'ordine di uccisione di tutti i nemici da parte di Gelone, molti furono quelli che riuscirono a rifugiarsi in una località vicina. I rimanenti soldati Cartaginesi rimasti sull'isola si ritirarono combattendo sopra il Monte S. Calogero dove per qualche tempo si difesero, ma dopo per mancanza d'acqua, furono costretti ad arrendersi. Solo pochi fortunati tornarono a Cartagine per riferire la sconfitta, il resto fu asservito al volere di Gelone e spedito in tutta la Sicilia.
Sulle sorti di Amilcare le fonti non sono concordi. Stando a Erodoto, per tutto il giorno, mentre l'esercito combatteva, rimase a sacrificare; e quando vide che tutto era perduto, egli stesso «ultima e massima vittima» si gettò nelle fiamme e il suo corpo si ridusse in cenere. Secondo Diodoro Siculo e Polieno, invece, Amilcare sarebbe stato catturato e ucciso dai cavalieri siracusani.

## Conseguenze della battaglia

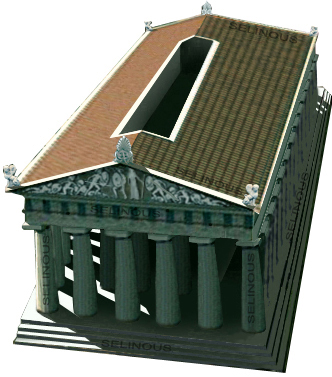
Ricostruzione del Tempio della Vittoria

I Cartaginesi inviarono i loro migliori oratori alla corte di Gelone per implorargli di cessare le ostilità e, quindi, di non minacciare ulteriormente Cartagine e il suo impero. Per oltre settant'anni non ci furono più scontri in Sicilia.
Dopo quella battaglia Cartaginesi e Punici avrebbero offerto sacrifici ed eretto splendidi monumenti in memoria di Amilcare sia nelle colonie sia a Cartagine. 
Essendo talmente contenti del patto di pace così moderato concesso loro da Gelone, che prevedeva solo il pagamento di duemila talenti d'argento come risarcimento, i Cartaginesi donarono alla moglie di Gelone, Damarete, una corona d'oro del valore di cento talenti, perché ella, da loro pregata, aveva perorato in favore della pace. Con quest'oro lei, o Gelone, comperò dell'argento per coniare una nuova moneta: il Demareteion. La stessa notizia non è in Giulio Polluce né in Esichio secondo i quali la moneta sarebbe stata coniata ancora prima dell'inizio della spedizione.

### Monumenti ed edifici in onore alla vittoria

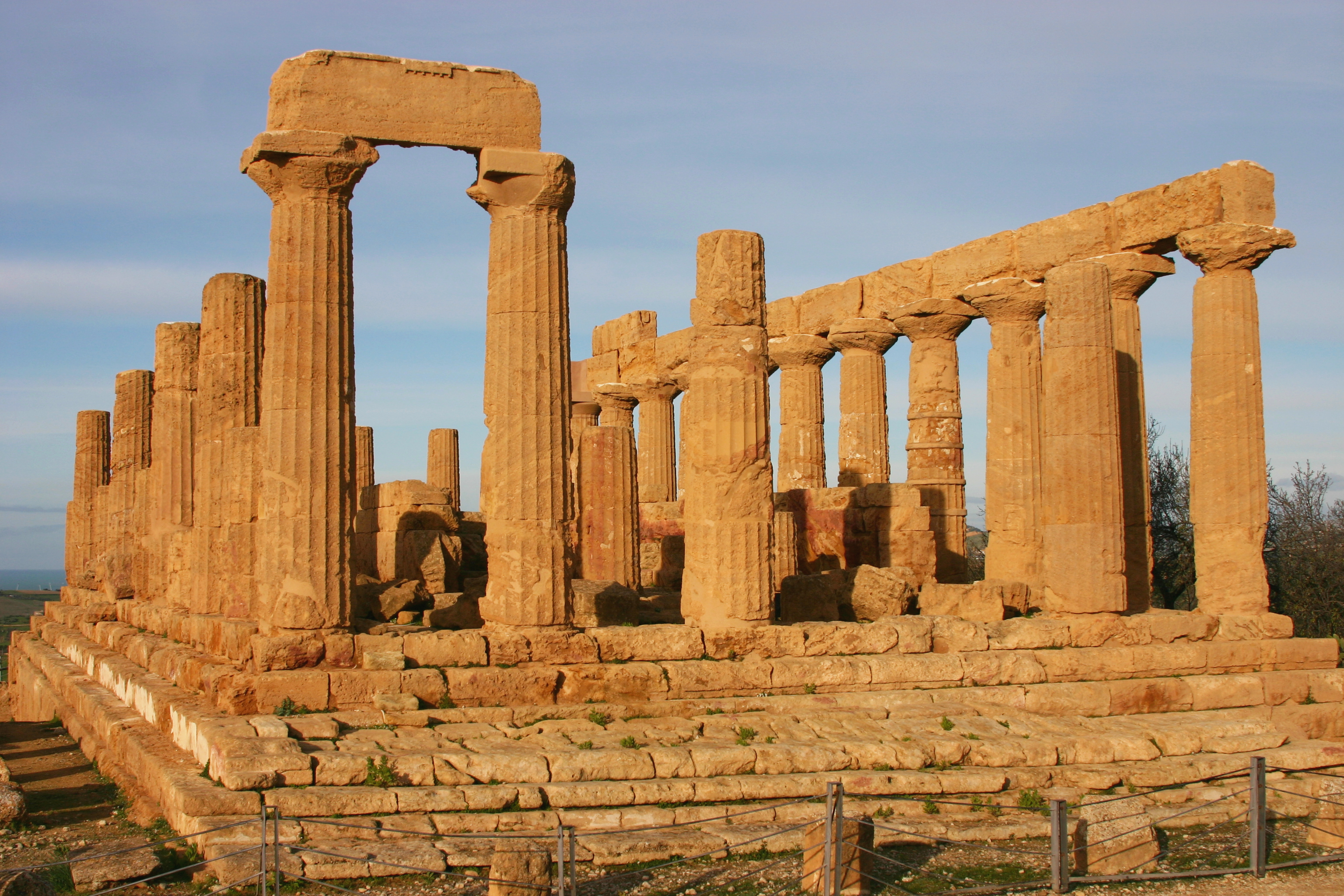
Tempio di Era Lacinia

Ad Akragas, per mezzo della miriade di prigionieri dell'esercito cartaginese, furono realizzate magnifiche opere idriche come: le condutture "feacie" (progettate dall'architetto Feace) e una grandissima piscina di venti stadi di circonferenza (= 1800 m) e venti cubiti di profondità (= 10 m); essa fu poi trasformata in vivaio (la cosiddetta kolýmbethra) ma restò sempre simbolo della ricchezza raggiunta in questo periodo da tutti i Sicelioti: Agrigentini e Siracusani in particolare. Ad Akragas si eressero i templi di: Hera Lacinia, Demetra, Zeus Olimpio; mentre a Imera il tempio della Vittoria.
A Siracusa, presso l'isola di Ortigia, fu costruito un tempio in onore di Atena, oggi inglobato all'interno del Duomo di Siracusa, ritenuto ancora al tempo di Cicerone uno tra i più belli.